# Udo Hessels
Udo Hessels (25 augustus 1968) is een Nederlands zeiler. Hij zeilt in de Sonar-klasse.

## Carrière
Hessels begon al op jonge leeftijd met zeilen. Toen hij 25 jaar was werd een goedaardige tumor in zijn rug ontdekt, waardoor Hessels een dwarslaesie opliep. Na zijn revalidatie is Hessels weer begonnen met zeilen en dit resulteerde in 1996 in de eerste deelname aan de Paralympische Zomerspelen 1996. Ook bij Sydney 2000 en Athene 2004 was Hessels aanwezig. Deze laatste deelname resulteerde zelfs in een zilveren medaille voor Hessels en zijn teamgenoten Marcel van de Veen en Mischa Rossen.
Vijf jaar zeilden Hessels, Van de Veen en Rossen niet meer samen, hoewel ze wel contact hielden. Toen ze hoorden dat het wereldkampioenschap van 2010 in Nederland (Medemblik) zou worden gehouden, besloten ze om de stoute schoenen aan te trekken en weer te gaan varen. Uiteindelijk verliep het WK veel beter dan verwacht. In eigen land werden Hessels en zijn teamgenoten wereldkampioen in de Sonarklasse. Daarmee zetten ze de eerste stap richting een nominatie voor de Paralympische Zomerspelen 2012 in Londen. 
Na het WK in eigen land ging het idee om kwalificatie voor de Paralympische Spelen af te dwingen steeds meer spelen. Tijdens de Sail for Gold wedstrijd in Weymouth begin juni 2011 was het dan zo ver. Het Sonarteam nomineerde zich voor de Spelen, en uiteindelijk wisten ze in februari 2012 tijdens het WK zeilen in Port Charlotte in Florida de nominatie om te zetten in een kwalificatie. Op de Spelen bekroonde het trio hun werk met de gouden medaille.
In het dagelijks leven is Hessels ict'er.

## Beste uitslagen

### Paralympische Spelen
| Evenement   | Resultaat | Boot  |
| ----------- | --------- | ----- |
| Londen 2012 | goud      | Sonar |
| Athene 2004 | zilver    | Sonar |

### Wereldkampioenschappen
| Evenement      | Resultaat | Boot  |
| -------------- | --------- | ----- |
| Ierland 2013   | zilver    | Sonar |
| Medemblik 2010 | goud      | Sonar |
| Athene 2003    | goud      | Sonar |
| Cadiz 1999     | zilver    | Sonar |
| Newport 1998   | brons     | Sonar |